# Plot-Twist
Ein Plot-Twist (auch Plottwist oder Plot Twist), in der Drehbuchlehre auch Plot Point oder als Filmende Twist Ending genannt, ist eine literarische Technik, die eine unerwartete und überraschende Wendung in der Handlung (Plot) eines fiktionalen Werkes beschreibt. Ein Plot-Twist kann die Wahrnehmung der vorangegangenen Ereignisse verändern oder einen neuen Konflikt einführen, der die Gesamthandlung in einem anderen Kontext darstellt. Der Begriff Plot-Twist stammt aus dem Englischen und bedeutet übersetzt „Handlungswende“, wird jedoch auch im deutschsprachigen Raum verwendet.

## Elemente eines Plot-Twists
Ein Plot-Twist besteht in der Regel aus drei aufeinander folgenden Elementen: Der Vorbereitung, der überraschenden Wendung selbst, und den Konsequenzen. Nicht jede Handlung eines fiktionalen Werkes muss einen Plot-Twist haben und es kann innerhalb eines Werkes auch mehrere kleine Plot-Twists geben.

### Vorbereitung mit Vorahnungen
In der Stufe der Vorbereitung werden Hinweise für die zukünftige Handlungsentwicklung an die Lesenden hinterlassen, sogenannte Vorahnungen. Diese können versteckt in Dialogen und Beschreibungen, unscheinbaren Handlungssträngen, oder als Symbole und Metaphern die Lesenden auf den Plot-Twist vorbereiten, wodurch die Handlungswende glaubwürdig in die Handlung des Werkes integriert wird.

### Überraschende Wendung
Diese Vorahnungen beeinflussen jedoch nicht das Überraschungsmoment der Wendung selbst. Grundelement eines Plot-Twists ist das Durchbrechen von Erwartungen der Lesenden, da Plot-Twists als überraschende Wendungen der Handlung definiert werden. Auch wenn die Wendung in der Handlung vorhergesagt werden kann, bringt sie ein gewisses Überraschungselement mit sich.

### Konsequenzen
Die letzte Phase eines Plot-Twists befasst sich mit den Konsequenzen, die die Handlungswende auf die Charaktere des Werkes hat. Diese Stufe ist jedoch nicht obligatorisch, da ein Plot-Twist auch als Twist-Ending am Ende eines fiktionalen Werkes verortet sein kann.